# Kondukt

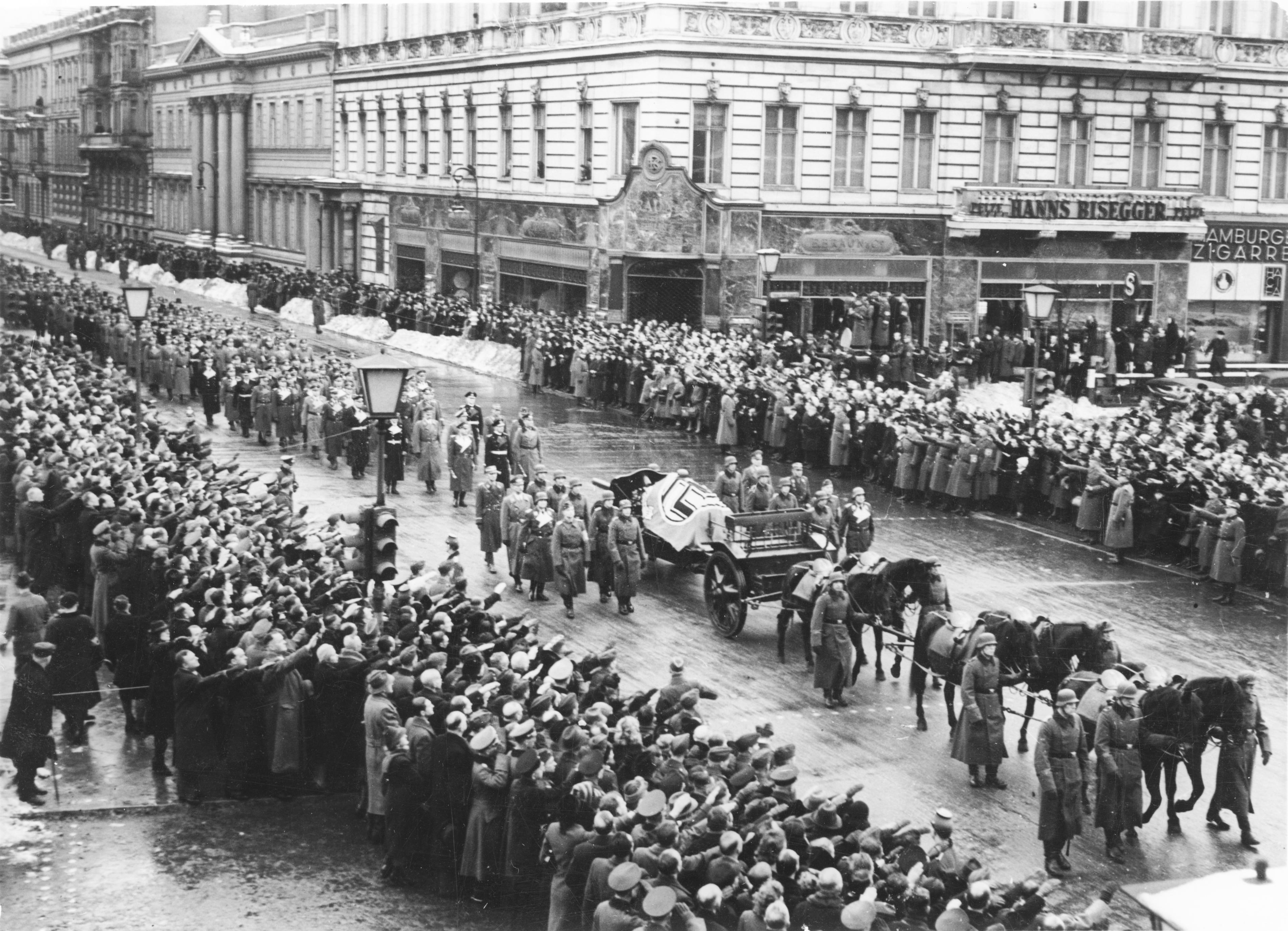
Kondukt na pogrzebie Fritza Todta (1942)

Kondukt – orszak, grupa ludzi (grono osób) uczestnicząca w przemieszczeniu trumny ze zwłokami na cmentarz.